# Comtat d'Agosta
El Comtat d'Agosta fou un antic feu existent a Sicília entre el començament del segle XIV i la segona meitat del segle xvi.
El territori del comtat incloïa un vast territori que s'estenia fins al Monts d'Iblei. Comprenia la ciutat siciliana d'Agosta (actual Augusta), i també altres pobles, com els de Ferla, Melilli, Priolo i Sortino.
El comtat fou creat per Frederic II de Sicília l'any 1336, a favor de Guillem Ramon de Montcada i d'Alagó, gonfanoner de Sicília. El 1348, el títol passà al seu fill Mateu de Montcada i Sclafani, governador de Sicília i virrei d'Atenes i Neopàtria, mort el 1378, i d'aquest al net, Guillem Ramon de Montcada i de Peralta-Saluzzo, a qui l'any anterior havia estat confiscat com a rebel. Fou restituït el 1398 al fill d'aquest darrer, Mateu de Montcada i d'Alagó, mort el 1427, però el 1407 fou incorporat a la Corona a canvi del comtat de Caltanissetta.